# إيفيلين هو
إيفيلين هو (بالإنجليزية: Evelyn Hu)‏ هي فيزيائية ومهندسة أمريكية، ولدت في 1945 في نيويورك في الولايات المتحدة.

## وصلات خارجية
- إيفيلين هو على موقع إن إن دي بي (الإنجليزية)